# Characodon lateralis
Characodon lateralis là một loài cá thuộc họ Goodeidae. Nó là loài đặc hữu của México.